# Steyr MPi69

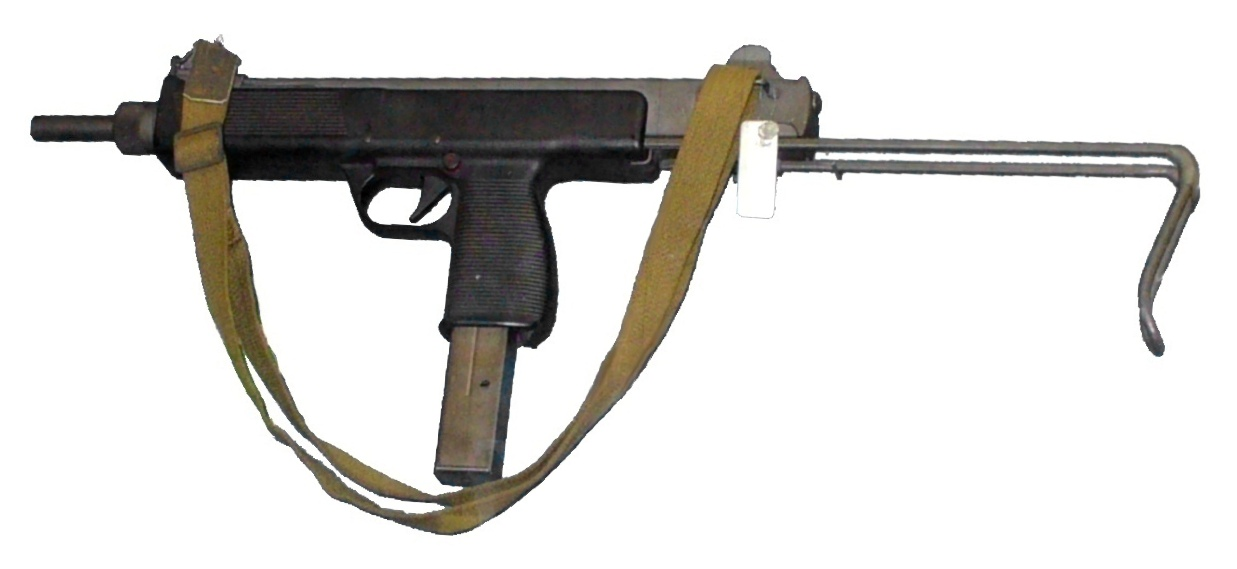
Le Steyr MPi 69 avec sa crosse étirée

Le Steyr Maschinenpistol 1969 fut le pistolet mitrailleur de la Bundesheer autrichienne avant d'être remplacée par le Steyr AUG.

## Présentation
Construit en polymère et en alliage, il s'inspirait de l'Uzi et s'armait en tirant sur la bretelle. Il fut exporté dans quelques pays avant son remplacement dans la gamme de son fabricant par le MP81 doté d'un levier d'armement plus classique et d'une cadence de tir augmentée.

## Données numériques
- Munition : 9 × 19 mm Parabellum
- Cadence de tir : 550 coups/min (MP69) ou 700 coups/min (MP81).
- Capacité du chargeur : 25 – 32 cartouches
- Canon : 26 cm
- Longueur totale avec la crosse rentrée : 470 mm
- Longueur totale avec la crosse sortie : 670 mm
- Masse à vide : 3,13 kg

## Production et diffusion
- Polices/Armées utilisatrices :  Arabie saoudite,  Autriche,  Grèce,  Kenya  et  Tunisie